# World ov Worms
World ov Worms är Zyklons debutalbum, utgivet 2001 på Candlelight Records.

## Låtförteckning
1. "Hammer Revelation"   – 6:23
2. "Deduced to Overkill"  – 3:17
3. "Chaos Deathcult"  – 6:00
4. "Storm Detonation"  – 4:42
5. "Zycloned"  – 5:24
6. "Terrordrome"  – 3:59
7. "Worm World"  – 4:15
8. "Transcendental War: Battle between Gods"  – 7:19

- Text: Faust
- Musik: Samoth/Destructhor (spår 1, 2, 4, 6–8), Samoth/Destructhor/Akkerhaugen (spår 3), Samoth/Trym (spår 5)

## Medverkande
Musiker (Zyklon-medlemmar)
- Samoth (Tomas Thormodsæter Haugen) – gitarr, basgitarr
- Trym (Kai Johnny Solheim Mosaker) – trummor, percussion, trumprogrammering
- Destructhor (Thor Anders Myhren) – sologitarr, basgitarr

Bidragande musiker
- Trickster G (Trickster G.) – vokal
- Daemon (Vidar Jensen) – vokal
- Persephone – vokal
- Thorbjørn Akkerhaugen – keyboard, programmering, effekter
- Jens O. Haugen – sampling

Produktion
- Zyklon  – producent
- Thorbjørn Akkerhaugen – producent
- Tom Kvålsvoll – mastering
- Samoth – mastering, foto
- Destructhor – mastering
- Johan Hammarman – omslagskonst
- Morten Andersen – foto
- Johan Hammarman – foto
- Faust (Bård Guldvik Eithun) – sångtexter